# 서울 흥천사 도량장엄번
흥천사 도량장엄번(興天寺 道場裝嚴幡)은 대한민국 서울특별시 성북구 흥천사에 있는 조선 시대의 도량장엄번이다.
2017년 6월 8일 도량장엄용 의식불화인 오여래도(五如來圖) 5점, 사보살도(四菩薩圖) 4점, 팔금강도(八金剛圖) 7점(8점 중 1점 결실) 등 총 16점이 서울특별시의 유형문화재 제412호로 지정되었다.

## 개요
오여래도·사보살도·팔금강도는 불교의식을 진행하기에 앞서 야외 의식도량에 현괘되어 도량 주위를 結戒하고 수호하는 기능을 맡은 도량장엄용 불화로 대부분 괘불도와 함께 조성된다. 흥천사 도량장엄번의 경우, 입체감을 표현하기 위해 음영법을 사용하는 등 19세기 말 서울·경기지역의 불화양식을 잘 보여줄 뿐 아니라 19세기 말 흥천사의 불교의식을 살펴볼 수 있는 중요한 작품이라 할 수 있다.
오여래도는 다섯 폭에 걸쳐 다섯 여래를 그린 것으로 다섯 폭의 그림에 그려진 여래는
1. 고혼(孤魂)들로 하여금 탐욕을 버리게 하고 법재(法材)를 패족(貝足)케 한다는 나무다보여래(南無多寶如來)
2. 누추하고 험상한 형상에서 벗어나 깨끗하고 원만하게 한다는 무사색신여래(無妙色身如來)
3. 바늘처럼 가는 목구멍을 넓혀 감로(甘露)의 맛을 먹게 한다는 나무감로왕여래(南無甘露王如來)
4. 육도(六道)의 몸으로부터 벗어나게 하여 허공과 같은 청정한 법신(法身)을 얻게 한다는 나무광박신여래(南無廣博身如來)
5. 모든 두려움에서 벗어나 열반의 즐거움을 얻게 한다는 나무이포외여래(南無離怖畏如來)

등이다. 각 여래의 이름이 그림의 오른편 윗부분마다 적혀 있다. 수인과 착의법이 조금씩 다르긴 하지만 모두 녹색의 두광과 흰색의 신광을 지니고 붉은 법의를 입고 붉은 연꽃 위에 두 발을 딛고 서있다. 다보여래와 감로왕여래는 오른손은 가슴 앞으로 들어 두 번째, 세 번째 손가락을 구부리고 왼손은 가슴 부근으로 올려 엄지와 세 번째 손가락을 맞대고 있으며, 이포외여래는 오른손을 길게 무릎 아래로 늘어뜨리고 왼손은 가슴 부근으로 올려 엄지와 세 번째 손가락을 맞대었다. 광박신여래는 두 손을 가슴 부근으로 올려 손가락을 맞대고 묘색신여래는 두 손을 벌려 설법인을 취하였다.
사보살도는 일반적으로 장엄용번에 그려지는 사보살이 금강색보살(金剛索菩薩), 금강권보살(金剛眷菩薩), 금강애보살(金剛愛菩薩), 금강어보살(金剛語菩薩)인데 비해 흥천사 도량장엄번의 경우 그림에 기록된 명칭으로 볼 때 신중단(神衆壇)에서 봉청(奉請)하는 104위의 신중 가운데
1. 어느 곳이든 모임이 있는 곳이면 그 권속들을 데리고 가서 갖가지 방편으로 깨달음을 일깨운다는 방편격물권보살(方便擎物眷菩薩)
2. 중생에 맞춰 신통을 나타내어 잘못된 사람을 조복한다는 현신조복애보살(現身調伏愛菩薩)<ref>중생따라 신통을 나타내어 잘못된 사람을 조복하는 보살
3. 청정한 운음으로 널리 깨달음을 준다는 보경군미어보살(普警群迷語菩薩)
4. 망자의 영혼으로 극락으로 인도하려 맞이하러 나온다는 대성인로왕보살(大聖引路王菩薩)

이렇게 4구를 표현하였다. 세 보살은 모두 녹색의 두광과 백색의 신광에 붉은색의 보관을 쓰고 소매폭이 넓은 붉은 천의를 입고 왼쪽 또는 오른쪽을 향해 합장한 채 연꽃 위에 두 발로 서있는 반면 인로왕보살은 당번을 든 동자와 함께 구름을 타고 하늘에서 내려오는 모습으로 표현되었는데, 이러한 모습은 영산재(靈山齋)를 통해 천도된 망자들을 극락으로 인도하기 위해 인로왕보살이 하강하는 장면을 표현한 것으로 추정된다.
팔금강도는 사보살도, 오여래도처럼 불교의식을 행할 때 그 도량을 장엄하기 위해서 사용되는 장엄용 불화이다. 팔금강이란 다음과 같다.
1. 중생들의 전생의 재앙을 없애준다는 청제재금강(靑除災金剛)
2. 중생들의 온황독을 부수어 준다는 벽독금강(辟毒金剛)
3. 모든 공덕을 주재하며 소망을 이루어준다는 황수구금강(黃隨求金剛)
4. 보장을 주재하여 열뇌를 없애준다는 백정수금강(白淨水金剛)
5. 석가모니 부처를 보면 몸에서 빛이 나고 바람처럼 빠르게 달려간다는 적성화금강(赤聲火金剛)
6. 자비의 눈으로 사물을 보고 그 지혜로 재난을 없애준다는 정제재금강(定除災金剛)
7. 굳게 닫혀 있는 마음의 깊은 곳을 파헤치고 중생을 깨우친다는 자현신금강(紫賢神金剛)
8. 사물에 맞춰 중생을 조절해 지혜를 성취하게 한다는 대신력금강(大神力金剛)

흥천사 도량장엄번의 경우는 대신력금강 대신 대예적금강이 포함되어 있으며, 황수구금강도가 결실되었다. 대예적금강은 석가모니 부처의 화신으로서 일체의 악을 제거하는 위력을 지니고 있으며 여덟 금강을 거느리고 불법을 옹호하며 중생을 교화한다고 설명된다. 보통 팔금강도에 대예적금강은 포함되지 않는데 흥천사 도량장엄번의 경우는 대신력금강 대신에 대예적금강을 함께 그린 것이 특이하다.
7폭 모두 가는 먹선을 이용하여 전체 화폭의 안쪽에 방형으로 화면을 구획하고 그 중앙에 금강의 모습을 크게 부각시켜 묘사하였다. 붉은 옷에 두건을 쓴 자현신금강을 제외한 나머지 금강은 모두 근육이 불거진 신장의 모습으로 칼·창·철퇴 등을 들고 있는데, 백정수금강은 마치 도교의 남극성(수성노인)처럼 정수리가 높이 솟아있는 모습이 흥미롭다. 또한 대예적금강은 세 얼굴에 세 개의 눈과 여덟 개의 팔을 지니고 손에는 금강령(金剛鈴), 인새(印璽), 보검, 법륜(法輪), 뱀, 견삭(牽索) 등을 들고 있으며, 다른 금강들과 달리 방형의 대좌 위에 두 다리를 벌린 채 정면을 응시하고 앉아있다. 대예적금강은 석가모니 부처의 화신으로서 일체의 악을 제거하는 위력을 가졌는데, 팔금강을 거느리고 불법을 옹호하며 중생을 교화하는 역할을 한다고 한다.
화기가 없어 정확한 조성연대를 알 수 없지만, 얼굴의 형태와 채색, 문양 등에서 1898년 조성된 흥천사 천룡도의 양식과 유사하여, 비슷한 시기에 제작되었을 가능성도 있지만, 흥천사 괘불도와 번은 양식이 달라 함께 조성되지는 않은 것으로 판단된다. 반면 장엄번은 얼굴의 형태와 채색 및 문양 등에서 흥천사 천룡도의 양식과 유사하여 1898년경 조성된 것으로 추정된다.

## 참고 자료
- 흥천사 도량장엄번 - 국가유산청 국가유산포털